# James Graham Ramsay
James Graham Ramsay (* 1. März 1823 im Iredell County, North Carolina; † 10. Januar 1903 in Salisbury, North Carolina) war ein US-amerikanischer Arzt, Plantagenbesitzer und Politiker.

## Werdegang
James Graham Ramsay, Sohn von Margaret Graham (1795–1840) und David Ramsay (1792–1857), wurde ungefähr acht Jahre nach dem Ende des Britisch-Amerikanischen Krieges auf einer kleinen Plantage seines Vaters im Iredell County geboren. Seine Eltern waren beide schottisch-irischer Abstammung. Die Familie Ramsay wanderten 1695 nach Pennsylvania ein. Sein Großvater, Robert Ramsey (1751–1828), zog dann 1766 nach Iredell County, wo er sich in der Gemeinde von Coddle Creek niederließ. James Graham Ramsay besuchte die lokalen Schulen. Zwischen 1838 und 1841 ging er dann auf das Davidson College. Seine Studienzeit war von der Wirtschaftskrise von 1837 überschattet und die Folgejahre vom Mexikanisch-Amerikanischen Krieg. Nach seinem Abschluss unterrichtete er ein Jahr lang. Er studierte dann Medizin bei seinem Schwager, bevor er auf das Jefferson Medical College in Philadelphia ging, wo er 1848 graduierte. Danach eröffnete er eine Praxis in der Nähe von Cleveland (Rowan County). Dafür verwendete er einen Teil seines Herrenhauses, Palermo, wo er die nächsten 51 Jahre praktizierte. 1849 half er bei der Gründung der ersten medizinischen Gesellschaft im Rowan County und wurde ihr erster Präsident. Er betrieb eine kleine Plantage. In der Volkszählung von 1860 wurde sein Besitz mit 10.000 Dollar bewertet und er besaß 5 Sklaven.
Ramsay verfolgte auch eine politische Laufbahn. Er war ein exzellenter Redner. In diesem Zusammenhang machte er sich bei jeder Wahl für die Whig Party und deren Kandidaten stark. Er saß zwischen 1856 und 1864 im Senat von North Carolina. Bei der Präsidentschaftswahl von 1860 stand er auf der Seite der Constitutional Union Party und unterstützte John Bell (1797–1869) und Edward Everett (1794–1865). Er war ein glühender Friedensverfechter, bis Abraham Lincoln (1809–1865) im April 1861 begann Truppen aufzustellen, um die Rebellion im Süden niederzuschlagen. 1863 kandidierte Ramsay gegen den amtierenden William Lander (1817–1868) für einen Sitz im zweiten Konföderiertenkongress. Er attackierte Landers starke Unterstützung der Administration von Jefferson Davis (1808–1889) und versprach für einen ehrenvollen Frieden zu arbeiten, sobald er gewählt werden würde. Ramsay wurde von William Woods Holden (1818–1892), dem Herausgeber der North Carolina Standard unterstützt, und fügte in der Folge Lander dadurch eine starke Niederlage zu. Im Konföderiertenkongress saß Ramsay in folgenden Ausschüssen: Medical Department Committee und Committee on Naval Affairs. Er brachte seinerseits selten Gesetzesvorlagen ein, stimmte aber so konsequent für seinen Staat und Individualrechte entgegen den Bedürfnissen der konföderierten Kriegsanstrengungen, dass an seiner Loyalität gezweifelt wurde. Außerdem war er gegen höhere Steuern, die Ausdehnung der Wehrpflicht oder der Einschränkung der Ausnahmen vom Militärdienst, die Aussetzung des Habeas Corpus, die Beschlagnahme von landwirtschaftlichen Produkten für den Armeegebrauch und alle anderen wichtigen Verwaltungsmaßnahmen. Er arbeitet konsequent daran Präsidenten Jefferson Davis dazu zu zwingen Friedensbedingungen mit den Vereinigten Staaten auszuhandeln. Im April 1865 befürwortete er einen Landesparteitag zwecks Rückkehr von North Carolina in die Union.
Nach dem Ende des Bürgerkrieges wurde er ein aktiver Republikaner. Bei der Präsidentschaftswahl von 1872 fungierte er als Wahlmann. 1882 wurde er wieder in den Senat von North Carolina gewählt, wo er eine Amtszeit verblieb. US-Präsident Rutherford B. Hayes (1822–1893) bot ihm einen Diplomatenposten in Südamerika an, aber Ramsay lehnte ab. Ramsay verbrachte die letzten Jahre seines Lebens in Salisbury bei seinem Sohn. Er war ein Presbyterianer. Sein Leichnam wurde daher nach seinem Tod 1903 nach Cleveland überführt, wo er auf dem Friedhof der Third Creek Presbyterian Church beigesetzt wurde.

## Familie
James Graham Ramsay heiratete 1846 Sarah Jane Foster (1828–1895) aus Davie County. Das Paar bekam acht gemeinsame Kinder: Margaret Foster (* um 1845), David Allan (* um 1847), Florence May (1850–1861), James Hill (* um 1852), Edgar Burton (* um 1854), William Graham (* um 1857), Robert L. (* um 1860) und Claudius Clinton (* um 1860).